# Corpus Scriptorum Christianorum Orientalium
Le Corpus Scriptorum Christianorum Orientalium (CSCO) est une recension de textes chrétiens orientaux, de plus de 600 volumes, tout d'abord publiés aux éditions Poussielgue. Cette collection fut commencée en 1903 par Jean-Baptiste Chabot, accompagné de quatre autres orientalistes: Bernard Carra de Vaux de l'Institut catholique de Paris, Louis Cheikho de l'Université Saint-Joseph de Beyrouth, Ignazio Guidi de l'Université La Sapienza de Rome et Henri Hyvernat de l'Université catholique d'Amérique.
L'objectif de ces publications était de diffuser les textes des Pères orientaux, principalement en copte, arabe, guèze, arménien et syriaque. Chaque texte en langue originale était accompagné d'une traduction latine .
En 1912, Henri Hyvernat proposa que la publication soit faite sous la responsabilité de l'Université catholique de Louvain et de l'Université catholique d'Amérique à Washington.